# Ratafia
Ratafia je ovocný likér pocházející z Katalánska a jižní Francie. První zmínky pocházejí z 18. století, název pochází patrně z malajského slova tafia označujícího pálenku. Ratafia se vyrábí z různého ovoce (maliny, třešně, broskve, pomeranče, hrozny, borůvky), které se nechá macerovat minimálně měsíc v lihu (může se použít také vodka, rum nebo brandy) a dosladí cukrem. Někdy se přidává i koření (hřebíček, vanilka, skořice, citrónová kůra), bylinky (máta peprná, rozmarýn, puškvorec) či látky přidávající hořkost (nezralé ořechy, roztlučené pecky, hořké mandle). Postupně se ratafia rozšířila po světě a začala se vyrábět z domácích surovin (např. v oblasti Champagne se používá vinný mošt). Obecně se tak označuje ovocný likér o obsahu alkoholu okolo 30 % a cukru mezi 25–40 %. Název ratafia může také označovat sušenku, která se k likéru přikusuje.